# 공정하고 정확한 신용 거래법
2003년 공정하고 정확한 신용 거래법(영어: Fair and Accurate Credit Transactions Act of 2003, FACT법 또는 FACTA, Pub.L. 108–159)은 2003년 11월 22일 미국 의회에서 통과되고 조지 W. 부시 대통령이 2003년 12월 4일에 서명한 미국 연방법으로, 공정신용보고법의 개정안이다. 이 법은 소비자가 3대 전국 신용 보고 회사(에퀴팩스, 익스페리언, 트랜스유니온) 각각으로부터 12개월마다 한 번씩 무료 신용 보고서를 요청하고 얻을 수 있도록 한다. 연방거래위원회와 협력하여 이들 세 주요 신용 보고 기관은 연간 신용 보고서에 대한 무료 접근을 제공하기 위해 AnnualCreditReport.com 웹사이트를 구축했다.
이 법은 또한 신원 도용을 줄이는 데 도움이 되는 조항들을 포함하고 있는데, 예를 들어 신원 도용이 의심되거나 군 복무를 위해 해외 파병될 경우 개인의 신용 기록에 경고를 설정하여 신용 사기 신청을 더 어렵게 만들 수 있는 기능이 있다. 또한, 소비자 정보의 안전한 폐기를 요구한다.

## 조항
FACT 법은 신원 도용 예방 및 신용 기록 복원, 신용 정보 사용 및 소비자 접근성 개선, 소비자 보고 정보 정확성 강화, 금융 시스템에서 의료 정보 사용 및 공유 제한, 금융 문해력 및 교육 개선, 직원 비위 조사 보호, 그리고 주법과의 관계의 7가지 주요 타이틀을 포함한다.

### 신원 도용 예방 및 신용 기록 복원
이 법의 이 조항은 주로 신원 도용 예방을 다룬다. 특히, '사기 경고' 및 '현역 경고'에 관한 새로운 규정을 설정하고, 영수증에 고객의 신용 카드 번호를 인쇄하는 것에 대한 새로운 제한을 설정하며, 금융기관과 채권자에 의한 신원 도용 탐지에 관한 새로운 규정을 특정 정부 기관에 의해 설정되도록 규정한다.

#### 사기 경고
이 조항은 자신이 사기 또는 기타 관련 범죄의 피해자이거나 될 것으로 믿는 소비자의 요청에 따라 소비자 보고 기관이 해당 소비자의 파일에 최소 90일 동안 사기 경고를 표시하고, 다른 모든 소비자 보고 기관에 사기 경고를 통지해야 한다고 요구한다.
소비자는 연장된 사기 경고를 요청할 수 있으며, 이 경우 보고 기관은 7년 동안 해당 소비자에 대해 발행하는 모든 신용 점수에 이 사기 경고를 공개해야 한다. 연장된 경고는 또한 보고 기관이 해당 소비자에게 신용을 연장하거나 보험을 제공할 목적으로 제3자에게 배포되는 모든 목록에서 소비자를 제외하도록 요구한다.
이 조항은 또한 현역 군인이 현역 경고를 요청할 수 있도록 규정하며, 이 경우 보고 기관은 요청 후 12개월 이내에 발행되는 모든 신용 보고서에 해당 경고를 공개해야 하며, 요청 후 2년 동안 신용 연장 또는 보험 제공 목적으로 제3자에게 배포되는 모든 목록에서 현역 군인을 제외해야 한다.

#### 신용카드 및 직불카드 번호 잘라내기
이 법은 또한 기업이 판매 시점 또는 거래 시 카드 소지자에게 제공되는 영수증에 고객 카드 번호의 5자리 이상 또는 카드 만료일을 인쇄하는 것을 금지한다. 이 조항은 위반당 $100에서 $1000에 이르는 법정 손해배상으로 강제되며, 집단 소송 (신용 카드 번호를 잘라내지 못한 소매업체의 모든 고객이 제기)으로 청구가 합쳐지면 손해배상액이 막대할 수 있다. 이 조항은 신용 카드 번호를 기록하는 유일한 방법이 수기로 작성되거나 각인된 영수증은 제외한다. 이 법은 2005년 1월 1일 이전에 제조된 모든 금전 등록기에 대해 제정 후 3년 동안 효력이 발생하지 않았으며, 2005년 1월 1일 이후에 제조된 모든 금전 등록기에 대해서는 제정 후 1년 동안 효력이 발생하지 않았다.

#### 신원 도용 가능성 식별 (Red Flags 규칙)
이 법은 연방 은행 기관, 국립신용조합관리국, 그리고 연방거래위원회가 금융 기관 및 채권자에게 적용되는 신원 도용 방지 규정을 공동으로 만들도록 요구하는 레드 플래그 규칙을 제정했다. 레드 플래그 규칙은 또한 카드 발행사가 주소 변경에 어떻게 대응해야 하는지도 다룬다. 결과적으로 확립된 규정은 다음과 같다:
- 금융 기관 또는 채권자가 신규 및 기존 계정과 관련하여 신원 도용 방지 프로그램을 개발하고 구현하도록 요구하는 규정. 프로그램에는 신원 도용을 탐지, 예방 및 완화하기 위한 합리적인 정책 및 절차가 포함되어야 한다.
- 소비자 보고서 사용자에게 수신하는 주소 불일치 통지에 대응하도록 요구하는 규정.
- 소비자 직불 또는 신용 카드 계정에 대한 주소 변경 통지를 받고, 그 후 단기간 내에 동일 계정에 대한 추가 또는 교체 카드 요청을 받은 경우, 직불 또는 신용 카드 발행사에게 주소 변경의 유효성을 평가하도록 특별 요구 사항을 부여하는 규정.

또 다른 주요 항목은 주택 담보 대출 기관이 소비자에게 신용 점수, 점수 범위, 신용 정보 기관, 채점 모델 및 점수에 영향을 미치는 요소를 포함하는 신용 공개 통지를 제공하도록 요구하는 것이었다. 이 양식은 일반적으로 신용 정보 기관에서 제공하며, 많은 기관들이 대출 기관을 대신하여 소비자에게 직접 보낼 것이다.

##### 레드 플래그 규칙 범위에 대한 혼란
금융 기관은 2008년 11월 1일까지 공정하고 정확한 신용 거래법(FACT Act)의 섹션 114 및 315인 레드 플래그 규칙을 준수해야 하는 의무 기한을 맞았다. 그러나 법의 적용 범위, 특히 "채권자"라는 용어가 특정 사업에 적용되는지 여부에 대한 광범위한 혼란으로 인해 국회의원들은 FTC에 2010년 12월 31일 이후까지 섹션 315 준수 기한을 연기해 줄 것을 반복적으로 요청했다.
2008년 6월 연방거래위원회가 발행한 비즈니스 경고에 따르면, 레드 플래그 규칙은 "금융 기관" 및 "대상 계정"을 가진 "채권자"를 포함한 매우 광범위한 사업 목록에 적용된다. "채권자"는 "은행, 금융 회사, 자동차 딜러, 주택 담보 대출 중개인, 유틸리티 회사 및 통신 회사와 같은 대출 기관"을 포함하도록 정의된다. 그러나 이것은 모든 것을 포함하는 목록은 아니다.
이 규정은 "대상 계정"을 가진 모든 사업에 적용된다. "대상 계정"은 신원 도용의 예측 가능한 위험이 있는 모든 계정을 포함한다. 예를 들어, 신용 카드, 유틸리티 요금 또는 휴대폰 요금과 같은 월별 청구 계정, 사회 보장 번호, 운전 면허증 번호, 의료 보험 계정 등 많은 계정이 포함된다. 이는 사업 목적으로 소비자 정보를 유지하거나 소유하는 모든 회사에, 규모에 관계없이 정의를 크게 확장한다. 이러한 규정의 광범위한 정의 때문에 이러한 요구 사항을 피할 수 있는 사업은 거의 없을 것이다.

### 신원 도용 피해자 신용 기록의 보호 및 복원

#### 신원 도용 피해자의 권리 요약
이 조항의 규정은 연방 거래 위원회가 연방 은행 기관 및 국립 신용 조합 기관과의 협의를 통해 "사기 또는 신원 도용의 영향을 구제하는 절차와 관련하여 소비자의 권리 ...에 대한 모델 요약서를 준비"하도록 요구한다. 이러한 권리 요약서가 제정된 지 60일 후부터 모든 보고 기관은 해당 기관에 연락하여 자신이 사기 또는 신원 도용의 피해자라고 밝히는 소비자에게 이 요약서 사본을 제공해야 한다.

#### 신원 도용으로 인한 정보 차단
이 법은 또한 소비자가 주장하는 신원 도용에서 비롯된 정보라고 식별하는 소비자의 파일에 있는 모든 정보의 보고를 차단하도록 모든 보고 기관에 요구한다. 해당 기관은 증거, 신원 도용 보고서 사본, 소비자가 정보를 식별한 내용, 그리고 해당 정보가 자신이 참여한 거래의 결과가 아니라는 소비자의 진술을 받은 후 4일 이내에 정보를 차단해야 한다.
기관은 블록이 오류로 만들어졌거나 소비자가 제공한 잘못된 정보에 근거한 것으로 밝혀지거나, 소비자가 "차단된 거래 또는 거래의 결과로 상품, 서비스 또는 돈을 소유하게 된 경우"에는 정보를 차단할 필요가 없다 (그리고 기존 블록을 해제할 수 있다).

#### 신원 도용 불만 조사 조정
이 섹션은 모든 소비자 보고 기관이 사기 또는 신원 도용에 관한 소비자 불만, 또는 사기 경고 또는 차단 요청을 서로 통신할 수 있는 수단을 개발하도록 요구한다. 또한, 이 섹션은 각 소비자 보고 기관이 매년 연방 거래 위원회에 해당 보고 기관이 받은 사기 경고 요청 및 사기 또는 신원 도용 관련 불만에 대한 보고서를 제출하도록 요구한다. 마지막으로, 이 섹션은 연방 거래 위원회가 소비자가 신원 도용 또는 사기와 관련된 불만을 보고 기관 및 채권자에게 연락할 수 있는 수단을 설정하도록 요구한다.

## 비판
이 법이 제정된 후, 일부 소비자 옹호 단체들은 FACT 법이 일부 더 엄격하고 이미 존재하는 주 규정보다 우선하며, 은행의 개인 정보 공개에 관한 새로운 규정에 대해 '너무 관대한' 예외를 제공한다고 주장하며 비판했다. 또한, 워싱턴 포스트의 기사에서는 이 법에 따라 처음으로 자격이 부여된 일부 주에서 신용 보고서를 검색하는 데 어려움이 있다고 비판했다.

### 주법의 선점
버몬트, 콜로라도, 조지아, 메인, 메릴랜드, 매사추세츠, 뉴저지, 캘리포니아는 모두 1994년까지 신용 정보 기관이 요청 시 무료 신용 보고서를 제공하도록 요구하는 법률을 제정했다. 그러나 U.S. Pirg에 따르면, "[FACT Act를 통해 금융 산업은 강력한 주 신용 및 개인 정보 보호 법률의 영구적인 선점이라는 주요 목표를 달성했다." 특히, 소비자 보고서의 내용, "정보 제공자"의 책임, 부정확한 정보에 대한 소비자 보고 기관의 분쟁 대응(단, 1996년 이전 법률에는 예외가 있음), 보고서에 기반한 불리한 조치를 취하는 주체의 의무와 같은 특정 영역에서 주법이 선점된다.

### 신용 보고서 입수의 어려움
2005년 3월 13일 워싱턴 포스트에 실린 기사에 따르면, "[메릴랜드, 조지아, 메인, 매사추세츠, 뉴저지, 버몬트 등 동부 해안 6개 주의 거주자들은 주법에 따라 이미 세 개 기관 모두로부터 무료 보고서를 받을 자격이 있다"고 명시되어 있지만, 이러한 보고서를 요청하기 위해 제공된 전화번호는 자동화 시스템에 연결되어 기사는 이를 "복잡하여 미칠 지경이며 시스템의 프로그래밍과 다른 상황에서는 용서할 수 없는" 시스템이라고 묘사했다. 또한, 이 기사는 자동화 시스템이 소비자에게 "신용 '점수'(신용도를 평가하는 것)나 신원 도용을 방지하는 데 도움이 되는 '모니터링' 서비스와 같은 제품 판매 제안을 포함한 방대한 기록 정보의 숲을 헤치고 나아가도록 강요한다"고 비판했다. 2012년부터 소비자 금융 보호국(CFPB)은 소비자 보고 기관(CRA) 목록을 발행했다. 이 목록은 소비자들이 자신에게 중요한 CRA를 확인할 수 있도록 하고 각 CRA의 연락처 정보를 제공하여 소비자들이 개인 소비자 보고서를 더 쉽게 주문할 수 있도록 한다. 목록에 있는 많은 CRA는 소비자에게 무료로 개인 보고서를 제공한다. 2016년판 목록은 CFPB 웹사이트 여기 에서 확인할 수 있다.

### 신원 도용의 원인으로서 레드 플래그 규칙
레드 플래그 규칙이 채권자를 광범위하게 정의함에 따라, 많은 사업체(유틸리티 등)는 이제 필요하지도 않고 용도도 없는 개인 정보(예: SSN 및 운전 면허증 번호)를 수집해야 한다. 이러한 정책은 소비자가 사회 보장 번호를 회사에 절대적으로 필요한 경우에만 공개해야 한다는 FTC의 조언과 정확히 반대된다. 레드 플래그 규칙의 이러한 측면은 소비자의 사회 보장 번호를 보유하는 사업체 수를 증가시켜 데이터 도난을 통한 신원 도용 위험을 소비자에게 더 크게 안겨주는 의도하지 않은 결과를 초래한다.

### 인쇄된 영수증에 만료일 포함에 대한 집단 소송
이 법은 상인이 전자적으로 인쇄된 영수증에 신용 및 직불 카드 만료일을 포함하는 것을 금지한다. 이 법이 2004년에 발효되자 법원은 엄청난 양의 만료일 관련 소송을 접수했으며, 이 문제를 명시적으로 고려한 모든 연방 항소 법원은 관련 집단 소송을 심리하지 않고 있다. 2008년 의회는 신용 및 직불 카드 영수증 명확화법(Clarification Act)을 통과시켜, 영수증에 만료일을 인쇄했지만 그 외에는 법을 준수한 상인이 2008년 6월 3일까지는 고의적 불이행으로 간주되지 않도록 했다. 명확화법에서 의회는 "해당 분야의 전문가들은 카드 번호의 적절한 잘라내기만으로 ... 만료일 포함 여부와 관계없이 잠재적인 사기꾼이 신원 도용 또는 신용 카드 사기를 저지르는 것을 방지한다는 데 동의한다"고 밝혔다. 그러나 법원 판결과 명확화법에도 불구하고, 이 법의 텍스트는 2008년 6월 3일 이후 영수증의 만료일에 관해 거의 변경되지 않았다.

## 같이 보기
- 공정신용보고법
- 정책경제연구협의회—FACTA에 대한 많은 연구를 수행한 싱크탱크
- 미국의 증권 규제
- 미국 상품선물거래위원회
- 증권위원회
- 시카고 증권거래소
- 금융 규제
- 국가별 금융 규제 당국 목록
- 나스닥
- 뉴욕 증권거래소
- 증권거래소

관련 법규
- 1933년 - 1933년 증권법
- 1934년 – 1934년 증권거래법
- 1938년 – 임시국민경제위원회 (설립)
- 1939년 - 1939년 신탁증서법
- 1940년 - 1940년 투자자문업법
- 1940년 - 1940년 투자회사법
- 1968년 – 윌리엄스법 (증권 공개법)
- 1975년 – 증권거래법
- 1982년 – 가른-세인트 저메인 예금기관법
- 1999년 – 그램-리치-블라일리 법
- 2000년 – 2000년 상품선물현대화법
- 2002년 – 사베인스 옥슬리법
- 2006년 - 2006년 신용 평가 기관 개혁법
- 2010년 – 도드-프랭크 월스트리트 개혁 및 소비자 보호법